# Thomas Nashe
Thomas Nashe (Lowestoft (Suffolk), 1567 - Yarmouth (Norfolk)?, ca. 1601) was een Engels pamflettist, satirist, dichter, proza- en toneelschrijver ten tijde van Elizabeth I. Hij behoorde tot de schrijversgroep die bekendstond onder de naam University wits.
Thomas Nashe was de zoon van een predikant uit Lowestoft. Hij studeerde aan de Universiteit van Cambridge, waar hij in 1586 zijn bachelorsgraad behaalde. Om onbekende redenen verliet hij de universiteit zonder de mastersgraad te behalen. Vervolgens reisde hij korte tijd door Frankrijk en Italië met zijn vrienden Robert Greene en George Peele. In 1588 vestigde hij zich in Londen.
In 1589 verscheen zijn eerste werk, een voorwoord bij Menaphon van Robert Greene, dat in feite een antwoord was op een aanval op Greene van de schrijver Gabriel Harvey. 

In hetzelfde jaar publiceerde Nashe The Anatomie of Absurditie, een aanval op de puriteinen, waardoor hij betrokken raakte bij een controverse tussen de puriteinen en de staatskerk, die bekendstaat als de 'Marprelate controverse'. Onder het pseudoniem Pasquil schreef hij drie pamfletten en onder zijn eigen naam een aanval op de astroloog Richard Harvey, een broer van Gabriel Harvey. Deze aanval zette hij voort in Pierce Penniless, his Supplication to the Divell (1592), een satirisch stuk dat driemaal werd herdrukt en ook in het Frans werd vertaald.
In 1593 koos hij opnieuw de kant van Robert Greene in antwoord op een aanval van Gabriel Harvey, in Strange Newes of the Intercepting of Certaine Letters. 

Ook in 1593 verscheen het controversiële Christs Teares over Jerusalem, waarin hij zijn religieuze twijfels verwoordde en de inwoners van Londen waarschuwde hun gedrag te veranderen om niet hetzelfde lot te moeten ondergaan als Jeruzalem. 

In 1594 publiceerde hij The Unfortunate Traveller, een verhaal dat zich afspeelt in de tijd van Hendrik VIII. Het is zijn bekendste werk en wordt beschouwd als de eerste Engelse schelmenroman.
In 1597 werkte Nashe samen met Ben Jonson en anderen aan het verloren gegane toneelstuk Isle of Dogs. Het stuk werd opgevoerd door het gezelschap Pembroke's Men in het theater The Swan. De opvoering leidde tot een schandaal vanwege de satirische inhoud en was er zelfs de oorzaak van dat alle theaters tijdelijk werden gesloten en de betrokkenen, ook Nashe, in de gevangenis belandden.
Verder werk van Nashe omvat The Terrors of the Night en Lenten Stuff (1599) en Summer's Last Will and Testament, een masque uit 1600.
Nashe stierf vermoedelijk in 1601. Er is niets met zekerheid bekend over de omstandigheden waaronder hij op 34-jarige leeftijd overleed.

## Overzicht van werken
- The Anatomy of Absurdity (1589)
- An Almond for a Parrot (1590)
- Pierce Penniless His Supplication to the Devil (1592)
- The Defense of Plays
- Strange News (1592)
- Christs Teares over Jerusalem (1593)
- The Unfortunate Traveller (1594)
- The Terrors of the Night (1594)
- Have With You to Saffron-Walden (1596)
- Nashe's Lenten Stuff (1599)
- Summer's Last Will and Testament (1600)